# A Noiva

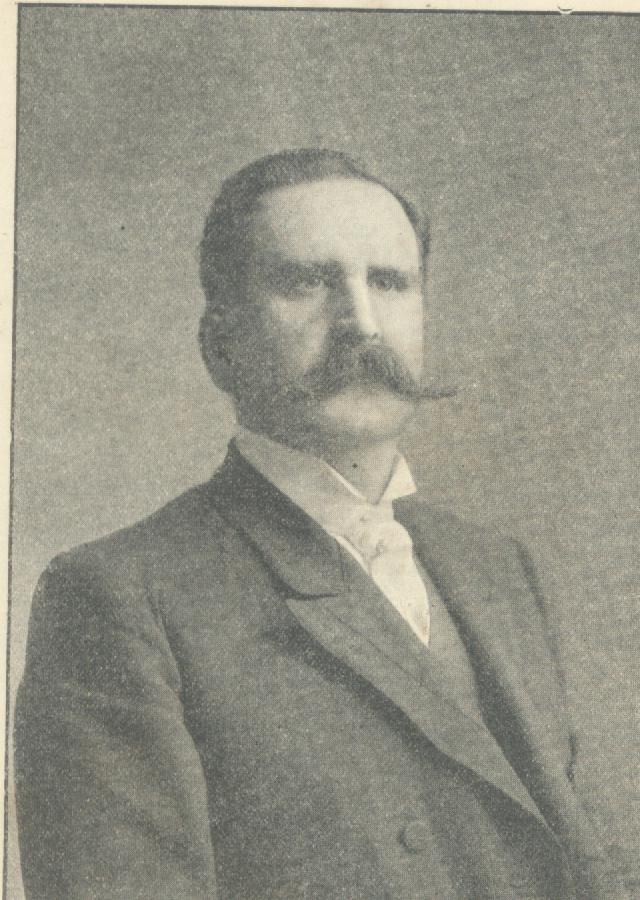
Adherbal de Carvalho.

A Noiva, cujo subtítulo é Escorço de um romance naturalista, é um livro em forma de folhetim de 1888 escrito por Adherbal de Carvalho, crítico, poeta de transição e escritor da estética naturalista.
A obra, publicada em São Paulo por F. de Oliveira e B. Amaral, não teve muita repercussão. Portanto, seu autor permanece como nome menor da literatura do Brasil.

## Referência
- COUTINHO, Afrânio; SOUSA, J. Galante de. Enciclopédia de literatura brasileira. São Paulo: Global.